# Мустафа Пашић
Мустафа Мујо Пашић (Мостар, 16. октобар 1906 — Главатичево, код Коњица, 16. јун 1942), револуционар и учесник Народноослободилачке борбе.

## Биографија
Рођен је 16. октобра 1906. године у Мостару. Основну школу и браварски занат је изучио у родном месту, где се као млади радник прикључио револуционарној радничкој омладини. Био је активан и у синдикалном покрету, а 1925. године је постао члан Комунистичке партије Југославије (КПЈ). Као познати мостарски комуниста, 1929. године, након увођења шестојануарске диктатуре био је ухапшен и од Државног суда за заштиту државе осуђен на пет година затвора.
За време издржавања затворске казне у Лепоглави и Сремској Митровици, активно је учествовао у политичком животу политичких затвореника-комуниста и у њима учествовао у штрајковима и другим акцијама, за побољшање услова живота затвореника. Због учешћа у једном таквом штрајку, 1934. године био је осуђен на још две године затвора. Године 1936. након седам година проведених у затвору, вратио се у родни Мостар, где је наставио са партијским и револуционарним радом.
Активно је радио на организовању и обнављању партијских организација у Херцеговини, као и оживљавању синдикалног покрета и активирању омладине и омладинских организација. Велику пажњу је посвећивао утицају КПЈ на масовне организације и политичком раду на селу. На Покрајинској конференцији ПК КПЈ за Босну и Херцеговину, јула 1938. године је био изабран у привремено руководство Покрајинског комитета КПЈ за Босну и Херцеговину. Потом је 1939. године постао секретар Месног комитета КПЈ за Мостар, а недуго потом је прешао на дужност секретара Обласног комитета КПЈ за Херцеговину.
Јула 1940. године је учествовао на Петој покрајинској конференцији КПЈ за Босну и Херцеговину, одржаној у Сарајеву и био изабран за члана Покрајинског комитета КПЈ за Босну и Херцеговину. У октобру исте године учествовао је на Петој земаљској конференцији КПЈ, одржаној у Загребу.
У току августа и септембра 1940. године, био је један од организатора генералног штрајка мостарских радника, због чега је морао напустити Мостар и једно време живети у Сарајеву, да не бих поново био ухапшен. Током боравка у Сарајеву, наставио је са политичком активношћу, делујући међу сарајевским радницима.
После окупације Југославије, 1941. године од стране Покрајинског комитета КПЈ за Босну и Херцеговину био је одређен за политичког комесара Обласног војног штаба за Херцеговину. Заједно са др Сафетом Мујићем, који је био командант Обласног војног штаба и групом бораца, јула 1941. године је напустио Мостар и отишао у близину Борачког језера, где је требало да формирају партизански одред. Место њиховог боравка, откриле су усташе и разбије групу. Тада се поново вратио у Мостар, али је због неуспеха да формирају одред, заједно са др Мујићем био смењен са свих партијских функција.
Септембра 1941. године је напустио Мостар и прикључио се Коњичком партизанском батаљону, који је био у саставу Севернохерцеговачког партизанског одреда. У батаљону се налазио на дужности политичког комесара једне чете. Половином јуна 1942. године, у неколико чета Коњичког батаљона, је дошло до серије четничких пучева, јер су поједини партизански борци, били изложени четничкој пропаганди против Народноослободилачког покрета. Ови пучеви извршени су у селима Главатичеву, Зијемљу, Бијелој и Блацама, у околини Коњица и тада је убијено преко 30, а заробљено 12 партизана, док су други углавном успели да се спасу бекством.
Да би избегао четнички пуч, Мустафа је 16. јуна 1942. године, заједно са замеником команданта батаљона Илијом Кукићем и групом поузадних бораца, напустио Главатичево и кренуо према Борачком језеру. Приликом преласка Неретве, у близини села Рибари, група је наишла на четничку заседу, која је на њих отворила ватру. Мустафа је погинуо на лицу места, а одмах до њега је погинуо и шпански борац Еуген Лесел „Јохан Шпанац“ (1906—1942), који му је пришао у помоћ.